# Liste der Naturdenkmale in Niederraden
Die Liste der Naturdenkmale in Niederraden nennt die im Gemeindegebiet von Niederraden ausgewiesenen Naturdenkmale (Stand 13. April 2024).

## Naturdenkmale
| Nr.         | Bezeichnung | Lage                       | Beschreibung | Bild            |
| ----------- | ----------- | -------------------------- | --- | --------------- |
| ND-7232-501 | Dorflinde   | Dorfstraße, bei Nr. 3 Lage | Tilia sp., vor 1400 gepflanzt; 10 m hoch bei 5,7 m Brusthöhenumfang und 8 m Kronendurchmesser; Torso des ursprünglichen Baumes | Fotos hochladen |